# Sharon Walsh
Sharon Walsh (San Francisco, 24 febbraio 1952) è una tennista statunitense.

## Biografia
Durante la sua carriera giunse in finale nel singolare all'Australian Open nel 1979 perdendo contro Barbara Jordan in due set (6-3, 6-3).  Due anni dopo giunse al quarto turno agli US Open 1981.
Nel doppio giunse in finale agli US Open del 1982 dove esibendosi con Barbara Potter le due ragazze persero contro Rosemary Casals e Wendy Turnbull per 6-4, 6-4. Due semifinali per lei al Torneo di Wimbledon, una nel 1983, l'altra l'anno seguente, nel 1984 e quattro semifinali consecutive all'Australian Open, dal 1982 al 1985.